# Subportela
Subportela é uma povoação portuguesa do Município de Viana do Castelo que foi sede da extinta Freguesia de Subportela, freguesia que compreendia, além da sede, 3 outros lugares: Cortegaça, Lomba e Monte. A freguesia tinha uma Densidade populacional de 224,6 hab/km², 
A Freguesia de Subportela foi extinta (agregada) pela reorganização administrativa de 2012/2013, tendo o seu território sido integrado na então criada União de Freguesias de Subportela, Deocriste e Portela Susã.

## População
| População da freguesia de Subportela | População da freguesia de Subportela | População da freguesia de Subportela | População da freguesia de Subportela | População da freguesia de Subportela | População da freguesia de Subportela | População da freguesia de Subportela | População da freguesia de Subportela | População da freguesia de Subportela | População da freguesia de Subportela | População da freguesia de Subportela | População da freguesia de Subportela | População da freguesia de Subportela | População da freguesia de Subportela | População da freguesia de Subportela |
| ------------------------------------ | ------------------------------------ | ------------------------------------ | ------------------------------------ | ------------------------------------ | ------------------------------------ | ------------------------------------ | ------------------------------------ | ------------------------------------ | ------------------------------------ | ------------------------------------ | ------------------------------------ | ------------------------------------ | ------------------------------------ | ------------------------------------ |
| 1864                                 | 1878                                 | 1890                                 | 1900                                 | 1911                                 | 1920                                 | 1930                                 | 1940                                 | 1950                                 | 1960                                 | 1970                                 | 1981                                 | 1991                                 | 2001                                 | 2011                                 |
| 680                                  | 752                                  | 782                                  | 807                                  | 847                                  | 897                                  | 908                                  | 919                                  | 1 054                                | 1 231                                | 1 190                                | 1 293                                | 1 116                                | 1 337                                | 1 179                                |

| Distribuição da População por Grupos Etários | Distribuição da População por Grupos Etários | Distribuição da População por Grupos Etários | Distribuição da População por Grupos Etários | Distribuição da População por Grupos Etários | Distribuição da População por Grupos Etários | Distribuição da População por Grupos Etários | Distribuição da População por Grupos Etários | Distribuição da População por Grupos Etários | Distribuição da População por Grupos Etários |
| -------------------------------------------- | -------------------------------------------- | -------------------------------------------- | -------------------------------------------- | -------------------------------------------- | -------------------------------------------- | -------------------------------------------- | -------------------------------------------- | -------------------------------------------- | -------------------------------------------- |
| Ano                                          | 0-14 Anos                                    | 15-24 Anos                                   | 25-64 Anos                                   | > 65 Anos                                    |                                              | 0-14 Anos                                    | 15-24 Anos                                   | 25-64 Anos                                   | > 65 Anos                                    |
| 2001                                         | 218                                          | 202                                          | 679                                          | 238                                          |                                              | 16,3%                                        | 15,1%                                        | 50,8%                                        | 17,8%                                        |
| 2011                                         | 161                                          | 133                                          | 624                                          | 261                                          |                                              | 13,7%                                        | 11,3%                                        | 52,9%                                        | 22,1%                                        |

## Tradições

### Festivas
Atualmente apenas se realiza a festa em honra de S. João Novo, S. Pedro e S. Bento. Num passado não muito longínquo realizavam-se as festas em honra de Santo Amaro, S. Brás, Santo António e Menino Jesus. Além das já mencionadas realizam se outras do foro religioso/católico com vivências centenárias e praticadas essencialmente no interior da Igreja.

### Aspetos turísticos e património cultural
Capela de S. João, Fonte de S. João, Monte de S. João, ruínas da citânia do Monte Roques, rio Lima e Igreja Paroquial.
Do património cultural e artístico há a salientar o secular "Auto de S. João", obra prima do teatro popular, que é levado à cena por altura do S. João. 

Escadório de S. João

Capela de S. João

### Gastronomia
Sarrabulho, lampreia e bacalhau.

### Artesanato
Bordados, cestaria e tornearia de madeira.

## Coletividades e Associações
AS - Associação Subportela

## Características geográficas
A área de Subportela é de 525 ha, sendo
as suas fronteiras delimitadas pelas freguesias de Deocriste, Vila Franca,
Portela Suzã, Mujães e Vila de Punhe. A norte de Subportela encontra-se o rio
Lima. Esta freguesia fica a 9 km do centro de Viana do Castelo.

## História
A história de Subportela vai além do que consta nos documentos históricos. O mais antigo datado de 1162 ao qual prova a doação à Sé de Braga com o nome “Sancti Petri de Cortegaza” , nome histórico que foi evoluindo até aos nossos dias até chegar ao belo nome de subportela. Esta freguesia divide-se em três lugares: Lugar do Monte, Lugar da Lomba e Cortegazaça. No tempo de D.Dinis em 1290, o nome da freguesia passou a ser intitulado de “Sam Petro de Subportela”. O passado de Subportela, além dos documentos é evidenciado pelas ruiías castrejas do Monte de Roques onde o Homem se estabeleceu nessa época. 
Em 2013, esta freguesia perdeu a sua independência administrativa com o Agrupamento de Freguesias entre Portela Susã e Deocriste mas a sua tradição perdura.

### Festas populares
As festas populares assentam na religiosidade e tradição dos subportelences. Destacam-se as de S.Brás (actualmente não celebradas que
retomarão em 2015), S. Amaro e as de S. João, sendo estas últimas asmais populares e festejadas nos dias de hoje. As primeiras referidas realizavam-se no lugar de Cortegaça, na Capela da Santa também conhecida como Capela de S.Brás e Capela Senhora de Ao Pé da Cruz, sendo este último o nome mais invulgar. 

### Festas de S. João
As festas de S. João, festejadas há mais de setecentos anos alimentam a tradição nos dias de hoje, mantendo vivo o espírito do povo subportelence. Para se realizarem as festas, a comissão executa três peditórios que percorrem a freguesia: o de S.Miguel, por norma
realizado em Novembro – com a participação da comissão de festas (juízes e mordomos), o de S. João (realizado apenas pelos juízes da comissão da festa) e o peditório no sábado da festa de S. João com a colaboração da Comissão (juízes e mordomos e os bombos a percorrer a freguesia). 
A música ligeira alegra o bailarico, ecoa na freguesia através dos altifalantes colocados no Monte de S. João desde as oito da manhã, 24h por dia durante as festividades. O povo participa ativamente, os jovens realizam as marchas populares com cânticos em louvor de
S. João e para louvar e exaltar a freguesia “Subportela é linda, Subportela tão formosa…”. Com manjericos e arcos, os pares de rapazes e raparigas compõem um bailarico que cativa o público.
As marchas são compostas por rapazes e raparigas da freguesia (os marchantes) de todas as idades, os padrinhos da marcha (jovens adultos), as jovens que levam as bandeiras (da AS e da freguesia), a menina que leva o cesto das flores e os músicos que dão a voz e o instrumental para esta marcha (caixa, flauta transversal, clarinete, trombone, trompete, concertina e as vozes de várias idades)
Por hábito são realizadas duas marchas: uma para as crianças e a outra para os jovens e adultos da freguesia (as marchas da AS - Associação Subportela).
Nestas festas, comem-se sardinhas e fêveras de porco na brasa com broa a acompanhar de graça para todo o povo. Um grupo musical toca durante toda a noite, apelando à música ligeira e ao bailarico que “arrebita” a população. O programa varia de ano para ano, mudando
a atuação do Auto de S. João que tanto é apresentado durante a tarde ou durante a noite mas que todos os anos é exibido duas vezes.
O Auto de S. João existe há mais de setecentos anos e o assunto fulcral incute solenidade às passagens bíblicas da Anunciação do Anjo e júbilo de Zacarias da gestação e nascimento do filho João, da Visitação de Maria a Isabel, a dança dos pastores que honram S. João ainda criança e o Baptismo de Jesus Cristo. Com abertura e acompanhamento do Narrador, a representação termina com uma oração. Todo o auto é cantado e conta com a participação de personagens de várias idades.
No domingo da festa, é celebrada a Eucaristia em honra de S. João, às onze horas da manhã que conta com a participação de toda a Comissão de festas, o grupo coral da freguesia e um sermão de um padre convidado. Da parte da tarde há a procissão solene, onde os
andores saem à rua embelezados com flores e levados pelos jovens mordomos sendo estes o andor de Nossa Senhora de Fátima (levado pelas mordomas), o andor de S. Amaro e S. Pedro (ambos transportados pelos mordomos) e o de S. João, padroeiro desta celebridade também este transportado pelos mordomos ou jovens que fazem promessas em devoção ao santo.
Nesta procissão as crianças desempenham o papel de personagens bíblicas, vestindo-se com um fato do santo a quem devotam; as personagens do auto de S. João desfilam, as bandeiras da freguesia e do país saem à rua, os padres da freguesia juntam-se e desfilam levando o Santíssimo e todo o povo se junta a esta procissão.